# Риксадмирал
Риксадмирал (швед. riksamiral, дат. rigsadmiral) — одна из высших государственных должностей Швеции и Дании в XVI—XVII вв.

## Швеция
При короле Густаве Васе адмиралы не имели административных функций и назначались при отправке морских экспедиций. Первая попытка ввести постоянную должность была предпринята королём Эриком XIV, в придворном штате которого в конце 1561 — начале 1662 гг. значился «верховный адмирал» (öfverste amiral). Ему в обязанности вменялась забота о строительстве флота, его вооружении и управление им. Однако верховные адмиралы при Эрике XIV так и не получили административных функций.
Юхан III также не оставлял мысли о назначении постоянного командующего флотом. В 1569 г. дал Класу Флемингу титул адмирала Шведского государства (Sveriges rikes amiral). В 80-х — 90-х гг. XVI в. должность адмирала относилась к высшим чинам Швеции. В 1602 г. после внутренних неурядиц Карл IX внёс в список высших чинов государства должность государственного адмирала (riksens amiral), которым стал Аксель Рюнинг. Однако поскольку оный в последующие годы часто использовался для поручений за границей, то он не мог оказывать большого влияния на управление флотом.
Густав II Адольф при восшествии на престол назначил Рюнинга на должность риксмарска, а на его место в январе 1612 г. поставил Ёрана Юлленшерну, для которого была составлена инструкция, в общих словах описывавшая его обязанности как главы флота. Лишь с этих пор должность приобрела более или менее постоянный статус.
После смерти Юлленшерны в 1618 г. должность оставалась вакантной до 1619 г., когда на неё был назначен Карл Кнутссон Юлленъельм. При нём она окончательно приобрела постоянный характер. Тогда же начало создаваться Адмиралтейство с риксадмиралом во главе, и в форме правления 1634 г. оно уже занимало третье по важности место среди прочих коллегий. Тем не менее, риксадмирал всё ещё мог лично участвовать в морских походах.
После смерти в 1650 г. Юлленъельма должность оставалась незанятой до 1652 г., когда риксадмиралом был назначен бывший государственный казначей Габриэль Бенгтссон Оксеншерна. После кончины последнего в 1656 г. место вновь оставалось вакантным в течение
года.
Значительные изменения в государственном управлении, осуществлённые Карлом XI после 1680 г., коснулись и должности риксадмирала. Отныне занимавший этот пост Густав Отто Стенбок вновь стал именоваться верховным адмиралом. После его смерти в 1685 г. должность перестала существовать и в этой форме. Обязанности по управлению флотом перешли к генерал-адмиралу Хансу Вахтмейстеру, положение которого значительно отличалось от положения бывшего риксадмирала.

## Дания
В Дании, так же как и в Швеции, до XVII века наименование «адмирал» могло использоваться по отношению к любому командующему военно-морским соединением вне зависимости от его чина и величины данного соединения. Иным было положение «верховных адмиралов» (øverste admiraler) и «адмиралов королевского величества» (Kgl. Maj.s admiraler), которые командовали всем флотом или же какой-либо его частью. Эти адмиралы оказывали некоторое влияние на морские дела, однако сами никогда не выходили в море и за исполнение своих обязанностей получали ежегодное жалование в форме доходов с какого-либо лена.
Точная дата введения риксадмиральской должности в Дании неизвестна, можно лишь утверждать, что это произошло между 1571 и 1576 годами. Датский риксадмирал был обязан командовать флотом в мирное и военное время в соответствии с приказами короля, поддерживать на нём порядок и дисциплину, проводить ежегодный смотр королевского флота и доносить о его состоянии королю, вести списки находящихся на службе моряков, а также тех, которые могу быть призваны на флот. Кроме того, риксадмирал должен был поддерживать в своих подчинённых богобоязненность. Таким образом, риксадмирал отвечал за административное управление флотом и одновременно являлся его главой в морских походах.
Должность была упразднена в 1683 году.

## Список шведских риксадмиралов
- Флеминг, Клас (1535—1597), с 1569 по 1595, адмирал Шведского государства
- Шель, Иоаким (ум. 1606), с 1596 по 1602
- Рюнинг, Аксель Нильссон (1552—1620), государственный адмирал с 1602 по 1611
- Юлленшерна, Ёран (1575—1618), риксадмирал с 1612 по 1618
- Юлленъельм, Карл Карлссон  (1574—1650), риксадмирал с 1620 по 1650
- Оксеншерна, Габриэль Бенгтссон (1586—1656), риксадмирал с 1652 по 1656
- Врангель, Карл Густав (1613—1676), риксадмирал с 1657 по 1664
- Стенбок, Густав Отто (1614—1685), риксадмирал, верховный адмирал с 1664 по 1685

## Список датских риксадмиралов
- Мунк, Педер (1535—1623), с 1571 (?) по 1596
- Ульфельдт, Могенс (1569—1616), с 1610 по 1616
- Скель, Альберт (1572—1639), с 1616 по 1623
- До, Клаус (1579—1641) с 1630 по 1641
- Винн, Йёрген (1593—1644), с 1643 по 1644
- Гедде, Ове (1594—1660), с 1645 по 1660
- Тролле, Нильс (1599—1667), с 1646 по 1656
- Бельке, Хенрик (1615—1683) с 1662 по 1683